# Unterseeboot UC-68
Pour les autres navires du même nom, voir Unterseeboot 68.
L'Unterseeboot UC-68 est un sous-marin (U-Boot) mouilleur de mines allemand de type UC II utilisé par la Kaiserliche Marine pendant la Première Guerre mondiale. Le U-boot a été commandé le 12 janvier 1916 et lancé le 12 août 1916. Il a été mis en service dans la marine impériale allemande le 17 décembre 1916 sous le nom de UC-68. Au cours de deux patrouilles, l'UC-68 a coulé deux navires, soit par ses torpilles, soit par les mines qu’il a posées. L'UC-68 a été coulé par la détonation d’une de ses propres mines à Start Point le 13 mars 1917.

## Conception
Sous-marin de type UC II, l'UC-68 avait un déplacement de 415 tonnes en surface et de 498 tonnes en plongée. Il avait une longueur hors tout de 50,52 m, un maître-bau de 5,22 m et un tirant d'eau de 3,68 m. Le sous-marin était propulsé par deux moteurs diesel 6 cylindres à quatre temps produisant chacun 290 à 300 ch (210 à 220 kW), soit un total de 680 à 680 ch (430 à 440 kW), et par deux moteurs électriques produisant 680 ch (468 kW), actionnant deux arbres d'hélice.
Le sous-marin avait une vitesse maximale de 11,6 nœuds (21,5 km/h) en surface et de 7,3 nœuds (13,5 km/h) en immersion. Son autonomie était de de 8686 à 9450 milles marins (16840 à 17500 km) à 7 nœuds (13 km/h) en surface, et de 52 milles marins (96 km) à 4 nœuds (7,4 km/h) en immersion. Il lui fallait 48 secondes pour plonger, et il était capable d’opérer à une profondeur maximale de 50 mètres.
L'UC-68 était équipé de trois tubes lance-torpilles de 500 mm, un à l’arrière et deux à l’avant, avec sept torpilles, et d’un canon de pont de 8,8 cm SK L/30. Mais son arme principale était ses six puits de mine de 1000 mm portant dix-huit mines UC 200. Son effectif était de vingt-six membres d’équipage.

## Affectations
- Flottilles des Flandres : du 16 février au 13 mars 1917

## Commandants
- Oberleutnant zur See Hans Degetau : du 17 décembre 1916 au 13 mars 1917

## Navires coulés
| Date         | Nom        | Nationalité    | Tonnage | Destin    |
| ------------ | ---------- | -------------- | ------- | --------- |
| 12 mars 1917 | Tandil     | United Kingdom | 2897    | Coulé     |
| 12 mars 1917 | HMS Privet | Royal Navy     | 803     | Endommagé |
| 14 mars 1917 | SS Orsova  | Royal Navy     | 12036   | Endommagé |
| 15 mars 1917 | HMS Foyle  | Royal Navy     | 550     | Coulé     |